# 阿穆特鲁
阿穆特鲁（Armutlu）是土耳其马尔马拉地区亚洛瓦省的一个市镇和县，临盖姆利克湾。市长 Mehmet Birkan 属于正义与发展党。